# De Klop (werf)

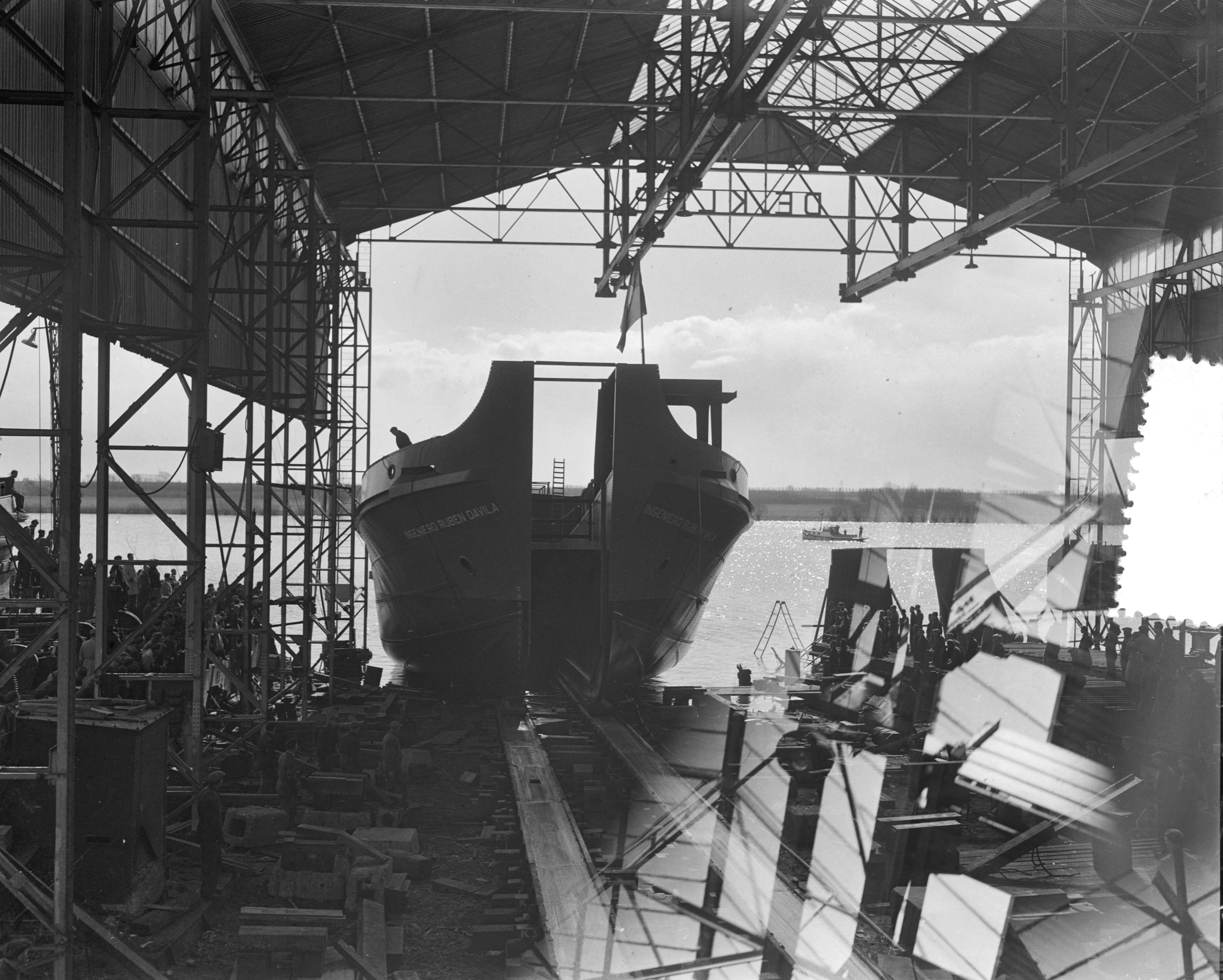
tewaterlating baggermolen bij Werf De Klop in Sliedrecht

De Klop was een Nederlandse scheepswerf en machinefabriek die onder de naam N.V. Scheepsbouwwerf en Machinefabriek De Klop van 1906 tot 1972, eerst te Zuilen en vanaf 1916 te Sliedrecht heeft bestaan.

## Oprichting
Rond 1900 richtten de Sliedrechtse gebroeders Arie, Eliza en Jacob van Noordenne te Zuilen een reparatiewerkplaats voor herstel van het materieel dat zij bij hun baggerwerken en aannemerij gebruikten. Na een aantal jaren vond hier ook de bouw van nieuw materieel plaats, en ontstond een scheepswerf waar eind 1906 het eerste schip van stapel liep. De werf kreeg de naam van het nabijgelegen Fort De Klop.
De werf groeide de broers wat over het hoofd, er werd met een bevriende relatie een uitgebreidere basis gezocht wat in 1911 resulteerde in een omzetting in een nv, met deelname van Gerrit-Jan Bos, aannemer te Sliedrecht. De technische en praktische leiding kwam in handen van Huib(ert) van Seventer (1888-1943). In 1915 viel het besluit om het bedrijf naar Sliedrecht te verplaatsen: dichterbij de eigenaren en de belangrijkste opdrachtgevers en omdat er te Zuilen geen uitbreidingsmogelijkheden waren. De Klop kwam vervolgens in handen van W J Kalis Wzn & Co's Baggermaatschappij, de gebroeders van Noordenne en andere belanghebbenden trokken zich terug.
De oorspronkelijke oprichters en eigenaren wilden voor hun materieel ook over een eigen werkplaats blijven beschikken en zo besloot de firma Kraayeveld & Van Noordenne met de aannemersfamilie Bos in 1918 zelf weer een dergelijke inrichting op te richten, een paar honderd meter verderop langs de Merwede, onder de naam nv scheepswerf en machinefabriek Kerkerak. In 1919 werden Kerkerak en De Klop verenigd tot een bedrijf, onder de leiding van genoemde Van Seventer nu met de oorspronkelijke oprichters grotendeels als aandeelhouders en opdrachtgevers. Het eerste jaar telde het bedrijf 214 werknemers, van wie 19 employees ofwel beambten. De uitrusting van Kerkerak werd in de loop der jaren overgebracht naar De Klop, een operatie die in 1932 werd voltooid.

## Groei en neergang
De jaren twintig waren redelijk gunstig. Naast bagger- en sleepboten werden de eerste jaren ook zeeschepen gebouwd. De personeelsomvang liep snel op tot 412 in 1921, waarna een teruggang inzette. Zoals veel scheepswerven schommelde de werkgelegenheid sterk, en liep uiteen van 370 in 1930 tot rond de honderd in 1933. In 1939 werd een naastgelegen terrein verworven met het oog op uitbreiding. Deze kwam eerst na 1945 tot stand. In de naoorlogse periode profiteerde ook de Klop van de opbloei van de welvaart en van de Nederlandse scheepsbouw, mede onder de vlag van het samenwerkingsverband Royal IHC waarvan het sinds 1943 onderdeel vormde. In 1941 maakte Van Seventer plaats als directeur voor H den Ouden.
In 1965 kwam het tot een fusie van vijf binnen IHC samenwerkende werven, waaronder De Klop. De Klop overleefde de daaropvolgende sanering binnen de Nederlandse scheepsbouw. In 1983 kwam een nieuwe gecombineerde werf van De Klop en IHC-dochter Van Rees tot stand en ging het gecombineerde bedrijf verder als IHC-Sliedrecht.